# Heroes of the Storm
Heroes of the Storm (normalment abreviat com a HotS) és un videojoc desenvolupat per Blizzard Entertainment per a Microsoft Windows, i OS X. És un joc del gènere MOBA on hi participen diversos herois de les sagues propietat de Blizzard : The Lost Vikings, Warcraft, Diablo, StarCraft i Overwatch. És un joc en línia d'accés gratuït (free-to-play), que obté beneficis mitjançamt micro-transaccions de caràcter estètic. Quan Blizzard va presentar per primer cop el joc a la BlizzCon 2013 va assegurar que no considera el joc un MOBA (Multiplayer Online Battle Arena) o ARTS (Action Real-Time Strategy)" per considerar-lo un tipus de joc diferent, amb una jugabilitat més ample; es refereixen a HotS com un Hero Brawler (baralla d'herois). El joc va entrar en una fase de testatge d'Alfa tècnica el dia 13 de març de 2014, que acabà el 22 de setembre. El 13 de gener del 2015 començà la fase de Beta tancada, on s'hi pot accedir per invitació expressa de Blizzard o comprant un paquet d'herois i millores estètiques pel joc.
Els jugadors obtenen els herois desbloquejant-los amb diners virtuals guanyats dins el joc o els poden comprar directament amb moneda real. Cada setmana hi ha una rotació que permet que tothom tingui accés a diversos herois de franc.

## Desenvolupament
El gènere MOBA va sorgir com un mapa personalitzat anomenat Aeon of Strife (AoS) dins del joc d'estrategia StarCraft, i es popularitzà amb el mapa personalitzat Defense of the Ancients (DotA) per al videojoc Warcraft III, també de Blizzard.
Un mapa anomenat "Blizzard DOTA" fou anunciat al mateix temps que molts altres mods de Blizzard Entertainment a BlizzCon 2010. En aquell temps, el mapa va ser desenvolupat per a mostrar les possibilitats del nou mode d'editor de mapes d'StarCraft II. Dins 2011, tanmateix, el desenvolupament del Blizzard DOTA fou reiniciat i posposat durant la BlizzCon 2011. Tanmateix a l'anterior BlizzCon 2010, la jugabilitat va ser descrita com "ràpida" i "àgil".
Quan es va fer públic l'anunci de Dota 2 per Valve Corporation, Rob Pardo, el vicepresident executiu de Blizzard Entertainment, va expressar la seva preocupació a Valve per fer ús i comercialitzar un nom que es va originar dins de la comunitat de Warcraft III. Seguit d'una denúncia fallada per part de Riot Games, Blizzard adquireix la filial de Riot, DotA-Allstars, LLC., l'empresa original que va dur a terme el Defence of the Ancients. Subsegüentment, Blizzard va arxivar una oposició contra Valve per reclamar la marca DotA. El dia 11 de maig de 2012, Blizzard i Valve van anunciar que la disputa s'havia acabat, amb Valve retenint el nom comercial i els drets del terme "Dota", mentre Blizzard canviaria el nom de Blizzard DOTA a Blizzard All-Stars .
Durant el juny 2012, Dustin Browder, el director d StarCraft II, va declarar que Blizzard All-Stars no tenia una data de llançament, però que sens dubte seria després de la sortida al mercat d'StarCraft II: Heart of the Swarm. En una entrevista al gener 2013, va dir que les parts del joc "començaven a ser realment positives", amb "una experiència multijugador realment sòlida", però que no hi havia cap manera d'establir un "timeline", ja que encara no s'havia completat prou, ni tan sols per córrer una fase de testatge Alfa interna. Durant febrer de 2013, Activision Blizzard havia destinat part dels ingressos de 2012 a l'àrea de desenvolupament de Blizzard All-Stars . Dustin Browder va comentar al març de 2013 que uns quants programadors i artistes de StarCraft II: Heart of the Swarm havien canviat cap a l'equip del Blizzard All-Stars.
Durant l'agost de 2013, el president de Blizzard Mike Morhaime va dir que el joc hi havia assolit una fita significativa en la fase de testatge interna, i s'obriria un testatge intern més ample. Descrivint-lo com un joc d'"acció joc d'estratègia de temps real ", va dir que Blizzard mirava per posar el seu estil pròpi en el gènere i desafiar alguns dels paradigmes de disseny existents. L'equip del Blizzard All-Stars va ser expandit durant el maig de 2013, agafant part de l'equip del projecte Titan mentres aquest era reiniciat i reduït. Al 17 d'octubre de 2013, el nom del joc va ser canviat a Heroes of the Storm.
El dia 8 de novembre de 2013, el director del joc Dustin Browder va detallar alguns dels camps de batalla durant la BlizzCon 2013, i va anunciar que la gent es podia apuntar per a la beta pública tancada i es podia fer a la plana web de Blizzard.

## Herois
Els herois de HotS provenen de les diverses franquícies propietat de Blizzard, i dins el joc es divideixen en quatre classes depenent del rol que tenen dins l'equip: Assassí, Guerrer, Suport o Especialista.

### Assassí
Tenen una alta capacitat per a infringir dany, però poca vida.

### Guerrer
Per norma general, els guerrers tenen grans capacitats defensives però poc atac.

### Suport
Acostumen a tenir habilitats de suport per a ajudar o curar a la resta de l'equip.

### Especialista
És el grup més heterogeni, l'única característica que els uneix és que posseeixen habilitats úniques i poc convencionals, ja siguin per a assetjar o per a actuar de maneres especials pel camp de batalla.

### Personatges
Actualment a Heroes of the storm existeixen 40 personatges seleccionables anomenats "Herois". A continuació es mostren amb el seu nom, univers, rol principal, característica i habilitats.
| Campió            | Títol                                | Univers         | Rol           | Passiva                          | Habilitat 1            | Habilitat 2                | Habilitat 3             | Habilitats definitives                      |
| ----------------- | ------------------------------------ | --------------- | ------------- | -------------------------------- | ---------------------- | -------------------------- | ----------------------- | ------------------------------------------- |
| Sylvanas          | La Reina Alma en Pena                | Warcraft        | Especialista  | Flechas Fulminantes              | Fuego Fulminante       | Daga Sombrías              | Oleada Tormentosa       | Flecha Sollozante/Posesión                  |
| Vikingos perdidos | Problemas por Tres                   | The Los Vikings | Escpecialista | Reinicio Rápido                  | Ruleta Mágica          | Salto                      | Fuerza Nórdica          | Incursión Drakkar/Otra Oportunidad          |
| Thrall            | Jefe de Guerra de la Horda           | Warcraft        | Aesino        | Resilencia de Lobo Gélido        | Cadena de Relámpagos   | Espíritu Feral             | Viento Furioso          | Terremoto/Hendidura                         |
| Jaina Valiente    | Maestra Jaina                        | Warcraft        | Asesino       | Entucimiento                     | Descarga de Escarcha   | Ventisca                   | Cono de Frio            | Invocar Elemental de Agua/Cono Frío         |
| Anub'Arak         | Rey Traidor                          | Warcraft        | Guerrero      | Escarabajo Huésped               | Empalar                | Caparazón Endurecido       | Ataque Enterrado        | Enjambre de Langostas/Explosión Arácnida    |
| Azmodán           | Señor del Pecado                     | Diablo          | Especialista  | General del Infierno             | Esfera de Aniquilación | Invocar Teniente Demoníaco | Fuego Devastador        | Invasión Demoníaca/Poza Negra               |
| Chen              | Maestro Cervecero Legendario         | Warcraft        | Guerrero      | Brebaje Vigorizante              | Patada Voladora        | Embate con Barril          | Aliento de Fuego        | Barril Errante/Tormenta, Tierra y fuego     |
| Rehgar            | Chamán del Anillo de la Tierra       | Warcraft        | Soporte       | Lobo Fantasmal                   | Sanación en Cadena     | Escudo de Relámpagos       | Tótem Nexo Terrestre    | Ansia de Sangre/Sanación Ancestral          |
| Zagara            | Madre de Colonia del Enjambre        | StarCraft       | Especialista  | Tumor de Talo                    | Bombardeo de Uetzis    | Asesino Zacador            | Carga Infestada         | Red Nydus/Fauce Devoradora                  |
| Murky             | Múrloc Bebé                          | Warcraft        | Especialista  | Engendrar Huevo                  | Baba                   | Pez Globo                  | Burbuja de Seguridad    | Marcha de los Múrlocs/Pulpo-Agarre          |
| Alasol            | Dragón Feérico                       | Warcraft        | Soporte       | Bruma Astergente                 | Centella Arcana        | Polimorfia                 | Polvo de Duendecillo    | Viento Esmeralda/Desplazamiento de Sanazión |
| Li Li             | Aventurera del mundo                 | Warcraft        | Soporte       | Pies Rápidos                     | Brebaje Sanador        | Dragón Nimbo               | Viento Cegador          | Cántaro de las Mil Copas/Dragón Acuático    |
| Tychus            | Forajido Infame                      | StarCraft       | Asesino       | Ametralladora Gatling            | Exterminar             | Granada de Fragmentación   | Avanzar y Arrasar       | Taladro Laser Drakken/Requisar Odín         |
| Puntos            | Terror de Villa Oscura               | Warcraft        | Guerrero      | Gas Vil                          | Gancho                 | Embate                     | Devorar                 | Bilis Putrefacta/Engullir                   |
| Arthas            | El Rey Exánime                       | Warcraft        | Guerrero      | Agonía de Escarcha Famélica      | Espiral de la Muerte   | Explosión Aullante         | Tempestad Helada        | Invocar a Sindragosa/Ejército de Muertos    |
| Diablo            | Señor del terror                     | Diablo          | Guerrero      | Piedra Esencial Negra            | Arremetida Sombría     | Pisotón de Fuego           | Doblegamiento           | Apocalipsis/Aliento eléctrico               |
| Tyrael            | Arcángel                             | Diablo          | Guerrero      | Furia de Arcángel                | Fuerza de El'Druin     | Probidad                   | Escarmiento             | Juicio/Santificación                        |
| E.T.C             | Dios del Rock                        | Warcraft        | Guerrero      | Estrella del Rock                | Barrida Metalera       | Riff Alucinante            | Solo de Guitarra        | Pogo/Salto al Público                       |
| Sonya             | Bárbara Errante                      | Diablo          | Guerrero      | Furia                            | Lanza Ancestral        | Golpe Sísmico              | Remolino                | Salto/Furia del Vesánico                    |
| Muradin           | Rey de la Montaña                    | Warcraft        | Guerrero      | Segundo Aliento                  | Descarga Tormentosa    | Atronar                    | Lanzamiento Enano       | Avatar/Puñetazo                             |
| Kerrigan          | Diosa de las Cuchillas               | StarCraft       | Asesino       | Asimilación                      | Devastar               | Cuchillas Empaladoras      | Agarre Primigenio       | Invicar Ultralisco/Vorágine                 |
| Nova              | Fantasma del Demonio                 | StarCraft       | Asesino       | Camuflaje Permanente-Francotirar | Francotirar            | Tiro Relentizador          | Holoseñuelo             | Golpe de Precisión/Disparo triple           |
| Falstad           | Señor Feudal de los Martillo Salvaje | Warcraft        | Asesino       | Viento de Cola                   | Martillo Búmeran       | Vara Relámpago             | Tonel Volado            | Ráfaga Imponente/Estallido del Interior     |
| Valla             | Cazadora de Demonios                 | Diablo          | Asesino       | Odio                             | Fecha Famélica         | Disparo Múltiple           | Acrobacia               | Lluvia de Venganza/Ametrallar               |
| Illidan           | El Traidor                           | Warcraft        | Asesino       | Sed del Traidor                  | Zambullida             | Golpe Ineludible           | Evasión                 | La Cacería/Metamorfosis                     |
| Raynor            | Comandante Renegado                  | StarCraft       | Asesino       | Óptica Avanzada                  | Ronda Perforadora      | Isnpirar                   | Subidón de Adrenalina   | Hiperión/Rebeldes de Raynor                 |
| Zeratul           | Prelado Oscuro                       | StarCraft       | Asesino       | Camuflaje Permanente             | Hender                 | Púa de Singularidad        | Parpadeo                | Prisión del Vacío                           |
| Uther             | El Iluminado                         | Warcraft        | Soporte       | Devoción Eterna                  | Luz Sagrada            | Radiancia Sagrada          | Martillo de Justicia    | Intervención Divina/Tormenta Divinia        |
| Malfurion         | Archidruida                          | Diablo          | Soporte       | Inervación                       | Recrecimiento          | Fuego Lunar                | Raíces Enredadoras      | Tranquilidad/Sueño Crepuscular              |
| Tassadar          | Salvador de los Templarios           | StarCraft       | Soporte       | Oráculo                          | Escudo de Plasma       | Tormenta Psiónica          | Conmutación Dimensional | Arconte/Muro de Fuerza                      |
| Tyrande           | Suma Sacerdotisa de Elune            | Warcraft        | Soporte       | Marca del Cazador                | Luz de Elune           | Centinela                  | Destello Lunar          | LLuvia de Estrellas/Acechasombras           |
| Nazeebo           | Santero Ereje                        | Diablo          | Especialista  | Ritual Vudú                      | Arañas Tumularias      | Muro de Zombis             | Plaga de Sapos          | Espíritu Voraz/Jayán                        |
| Gazglowe          | Jefe de Trinquete                    | Warcraft        | Especialista  | Recuperador                      | Torreta Ko-Hete        | Lasor Morte                | Carga de Xpodium        | Robogoblin/Gavibomba 3000                   |
| Abathur           | Maestro de Evolución                 | StarCraft       | Especialista  | Cepa de Langostas                | Simbionte              | Nido Tóxico                |                         | Evolución Máxima/Evolucionar Monstruosidad  |
| Sargento Maza     | Operadora de Tanque de Asedio        | StarCraft       | Especialista  | Artillería                       | Campo Minado           | Estallido Conmocionante    | Modo Asedio             | Arma de Fuerza Bruta/Ataque de Napalm       |

## Camps de batalla
Els camps de batalla, també anomenats battlegrounds, ón els diversos mapes per on batallen els equips. Cada battleground té un traçat diferent així com característiques que els diferencien l'un de l'altre. S'han de completar objectius que donaran a un dels equips combatents diversos avantatges, diferents a cada battleground.